# Рио де Оро
 Тази статия е за историческата област в Африка.  За града в Колумбия вижте Рио де Оро (Колумбия).  
Рио де Оро (на арабски: وادي الذهب; на испански: Río de Oro) е историческа област, обхваващаща централната и южна част на Западна Сахара.
Рио де Оро е обособена през 1884 година като колония на Испания, през 1946 година става провинция на Испанска Западна Африка, а от 1958 година – на Испанска Сахара. Неин административен център е град Дахла. През 1975 година Испания предава колонията на Мароко и Мавритания, които я разделят помежду си. Днес областта е под фактическия контрол на Мароко на запад и на частично признатата Сахарска арабска демократична република на изток.